# São Miguel de Lobrigos
São Miguel de Lobrigos (llamada oficialmente Lobrigos (São Miguel)) era una freguesia portuguesa del municipio de Santa Marta de Penaguião, distrito de Vila Real.

## Historia
En el territorio de esta antigua freguesia se encuentra la capital del municipio, la vila de Santa Maria de Penaguião, que como tal no era, ni es, sede de ninguna freguesia.
Fue suprimida el 28 de enero de 2013, en aplicación de una resolución de la Asamblea de la República portuguesa promulgada el 16 de enero de 2013 al unirse con las freguesias de Sanhoane y São João Baptista de Lobrigos, formando la nueva freguesia de Lobrigos (São Miguel e São João Baptista) e Sanhoane.